# احمد الاشقر
احمد الاشقر (انگلیسی: Ahmed Ashkar؛ زادهٔ ۱۲ دسامبر ۱۹۹۶) بازیکن فوتبال اهل سوریه است.
از باشگاه‌هایی که در آن بازی کرده‌است می‌توان به باشگاه ورزشی الجیش اشاره کرد.
وی همچنین در تیم‌های ملی فوتبال زیر ۱۷ سوریه، زیر ۲۳ سال سوریه و سوریه بازی کرده‌است.